# Nagyrévi kultúra
A nagyrévi kultúra a magyarországi kora bronzkor egyik jelentős régészeti kultúrája. Elnevezését a tiszazugi nagyrév-zsidóhalmi tell-településről kapta. A kultúra időbeli kiterjedése abszolút kronológiai dátumok szerint Kr. e. 2500 körültől (proto-nagyrévi horizont kezdete), Kr. e. 2000/1900-ig (Nagyrév-Vatya átmenet) számítható. A kultúra kiemelkedő jelentősége, hogy a magyarországi bronzkori tell-kultúrák kialakulásának fontos periódusát képezi.

## Időrend
A kultúra időrendjének megítélése az újabb kutatási eredmények tükrében folyamatos változtatások tárgya. A kérdéskörrel kapcsolatban a legújabb összefoglalást Reményi László végezte.
A kultúra felismerése és kutatása az 1876-ban felfedezett tószeg-laposhalmi lelőhely kutatásával kezdődött. A tell-település alsó, kora bronzkori rétegeit Gordon Childe 1929-es nagy összefoglalásában Tószeg A néven különítette el, leletanyagát 1900-1650 közé datálta. A kultúrát az 1926-28 közt Nagyrév-Zsidóhalmon végzett ásatásai alapján elkülönítő Tompa Ferenc, szintén e dátumok közé helyezte időbeli kiterjedését.
Ezt követően, az 1960-as évektől Bóna István kutatásai hoztak alapvető áttöréseket a kultúra belső időrendjét tekintve. Tipológiai alapon területi és időrendi egységekre osztotta fel a kultúrát: ökörhalmi fázis/csoportra (korai), kőtörési és szigetszentmiklósi fázisok/csoportokra (klasszikus) és a kulcsi fázis/csoportra (késői). A későbbi, 1990-es évek kutatási eredményei a kőtörés csoportot felszámolták, bizonyos lelőhelyei a Szabó Géza által körvonalazott proto-nagyrévbe, mások a korai nagyrévi fázisba kerültek.
Az 1960-as évek végére Bóna és Kalicz Nándor újabb kutatási eredményei nyomán a magyarországi kora bronzkor hármas időrendi felosztása terjedt el, melyben a kora bronzkor 1. – Makói kultúra időszakát, a kora bronzkor 2. folyamán követte a nagyrévi kultúra.
Kalicz Nándor és Kalicz-Schreiber Rózsa főleg a Duna-menti, valamint a Budapest környéki lelőhelyek feltárásával járultak hozzá az időrendi kép árnyalásához. Kalicz-Schreiber Rózsa alapvetően elveti Bóna területi-időrendi felosztását, mivel azok főként szórványleletekre támaszkodnak – a kulcsi fázisra vonatkozó megfigyeléseket tartja elfogadhatónak. Szerinte a főváros környéki lelőhelyeken a tipikus harangedényes elemek sosem önállóan fordulnak elő, hanem nagyrévi kísérő kerámiával, így kezdetben „kevert harangedényes-nagyrévi” kultúráról beszélt, majd Harangedény-Csepel-csoportként írta le a leletanyagot. Belső időrendi felosztásuk alapján a kora bronzkor 2a-ba tartoznak a Harangedény-Csepel-csoport klasszikus leletegyüttesei (a nagyrévi kultúrkomplexum részeként), a kora bronzkor 2b-be a kései harangedényes és Tisza-vidéki korai nagyrévi lelőhelyek, a kora bronzkor 3a-ba a klasszikus nagyrévi lelőhelyek, míg a kora bronzkor 3b-be a kulcsi fázis lelőhelyei.
A nagyrévi kultúra jelentős kutatója még Csányi Marietta, aki elsősorban a Közép-Tisza-vidéki lelőhelyeket vizsgálja. Megfigyelései alapján a kultúra kialakulási területét a Közép-Tisza-vidékre helyezi, mivel itt vannak az általa legkorábbinak tekintett sírok pl. Szentes, Rákóczifalva (138. sír). Az időszakot a Somogyvár–Vinkovci-kultúrával és a Harangedény-Csepel-csoporttal párhuzamosítja.
A Duna-menti kora bronzkor és a nagyrévi kultúra kezdeteinek kutatásával foglalkozott Szabó Géza az 1990-es években. Kutatása bebizonyította, hogy a Tisza-vidéki genezis elképzelése nem állja meg a helyét. Dunaföldvár-Kálvária tell anyaga alapján bevezeti a – korábban már Bóna által is felvetett – Proto-Nagyrév elnevezést, melyet a kora bronzkor 1b-re helyezett. Meghatározása alapján ez a proto-nagyrévi népesség olvasztotta magába a kora bronzkor 2. elején a nyugatról érkező Harangedényes elemeket, és képezi alapját a Duna-mentén és a Középső-Tisza-vidékén kifejlődő nagyrévi kultúrának.
A 2000-es évek eredményei is módosítottak az eddig kialakult időrendi képen. Reményi összefoglalásában a nagyrévi kultúra kialakulását megelőző proto-nagyrévi horizontot a kora bronzkor 2a-ra, kezdetét, Kr. e. 2500 körülre helyezi. A korai nagyrév vagy ökörhalmi fázist a kora bronzkor 2b-re, Kr. e. 2350-2300-ra teszi. A klasszikus időszakot vagy szigetszentmiklósi fázist a kora bronzkor 3a-ra, Kr. e. 2200/2100 körülre datálja. Végül a késői nagyrévi időszakot vagy kulcsi fázist a kora bronzkor 3b-re helyezi, Kr. e. 2200/100 körültől, aminek végét a magyarországi kora-középső bronzkor váltása képezi, a Nagyrév – Vatya átmeneti fázis, melyet Kr. e. 2000/1900-ra helyez.

## Elterjedés
A kultúra elterjedési területe az ismert lelőhelyek fényében a magyarországi Duna szakasz középső és déli részére, Budapest környékére, a Mezőföld egy részére, a Duna-Tisza közére és a Közép-Tisza-vidékére terjedt ki.
A Bóna által definiált csoportok elterjedési területét tekintve, az Ökörhalom típusú temetkezések elterjedési területe a Dunántúlon a Balatontól keletre, a Siótól északra a Duna völgyéig terjedő terület, valamint a Tisza mentén a Zagyva torkolatától a Körös-vidékig követhető. A Kőtörés csoportnak két nagyobb csoportosulását különítette el Bóna egyiket a Duna, másikat a Tisza-mentén, de ezt a csoportot ma már nem tartja számon a kutatás. A szigetszentmiklósi temetkezések területét viszonylag kicsinek, a Duna folyása mentén mindkét parton, Budapesttől délre kezdődően, a Bölcske-Paks régióig határozza meg. A kulcsi típusúakat a Duna-vidékére helyezi, a Tisza-vidéken már csak nyomokban ismerhető fel.
A legújabb kutatási eredmények fényében a kultúra kialakulásának szűkebb területe a Duna-vidéki tellek elterjedési területe, míg a Tisza-menti területeken ezt követően, a kultúra korai (ökörhalmi) vagy klasszikus periódusához köthető a nagyrévi leletanyagot mutató települési rétegek legnagyobb része.

## Kerámia
A nagyrévi kultúra anyagi kultúrájának kialakításában közvetett módon részt vettek a makói és somogyvár–vinkovci kora bronzkori kultúrák, valamint a Harangedényes kultúra elemei.
A kultúra térbeli és időbeli felosztásában is nagy szerepet játszottak az egyes kerámia típusokon alapuló vizsgálatok. A Bóna-féle felosztás alapja a kerámia tipológia volt, rendszere az új kutatások fényében részben már módosult, finomodott.
Összesítve a kultúra jellegzetes formáiként tarthatóak számon az éles hastörésű nagyrév korsók, kancsók; a gömbös urna típusok; az egyfülű edények kettős csonkakúp alakkal; csonkakúpos aljú, négy fülű tálak; az áttört talpas gömbtestű edények és áttört talpas függesztő edények; a virágcserép alakú csészék füllel vagy fül nélkül; a tárolóedények cilindrikus testtel, füllel vagy fül nélkül; az egy fülű kancsók kónikus testtel, kis füllel.
A díszítés közül a rács/háló minta jelenik meg leggyakrabban az edényeken. Bóna a plasztikus díszítés megjelenését a Kőtörés csoporthoz kötötte, általában kettő vagy négy borda jelenik meg az edényeken. Jellemző még a megfordított 'U' vagy 'V' alakú, esetleg félköríves bajuszminta a fül alatt. Jellemző felületkezelés még a ráfröcskölt agyaggal / durva söprűzéssel kialakított felszín a polírozott nyaki/válli rész alatt.
A kultúra legtöbbet kutatott kerámia típusai a gazdagon karcolt motívumokkal díszített formák. Ezek szimbolikájával részletesebben foglalkozott Kalicz-Schreiber Rózsa, Csányi Marietta és Vicze Magdolna.
Kalicz-Schreiber Rózsa részletesen osztályozza a motívumait, főként a függesztő füles kis edényekhez és korsókhoz köti ezek megjelenéseit. Célja az volt, hogy a nagyrévi kultúra vallási hiedelmeire, kultuszára mutasson rá a szimbólumok jelentéstartalmának feltárásával. Az általa megfigyelt legjellegzetesebben előforduló szimbólumok a geometrikus formák közül a zeg-zug minták, X-jelek, négyzetek, a figurális motívumok közül a stilizált emberi alakok, fél emberi alakok feltartott kezekkel, guggoló testtartásban, fésűszerű motívummal; stilizált madáralakok; fa, Nap, Hold motívum; építmény, lépcsőszerű motívumok. Mindezeket általában keretekben, téglalap alakú mezőkben jelenítik meg. Bizonyos példák esetében egészen összetett jelenetet, történetet ábrázoló díszítésről beszélhetünk, pl. Budapest, Pannonhalmi úti edény.
Csányi Marietta kutatásai kiszélesítették ezen szimbolikus ábrázolásoknak a körét. Megállapította, hogy nem csak bekarcolt technikával jelennek meg hasonló motívumok, hanem plasztikus kialakítással is, pl. rákóczifalvi urna. További fontos tényező, hogy nem csak a kerámiákon, mint médiumokon jelennek meg ezek a jelek, hanem pl. az általa és Stanczik Ilona által feltárt tiszaug-kéménytetői ház falán is plasztikus formában.
Vicze Magdolna a százhalombattai anyaggal kapcsolatban kísérelte meg ezen szimbólumok újra értékelését, a társadalmi kommunikáció aktív eszközeiként. Felvetése szerint hasonló motívumok jelenhettek meg a régészet számára már nem vizsgálható felületeken is, pl. ruházaton.
Dieter Vollmann 2005-ös tanulmányát lehet még a nagyrévi kerámia kapcsán kiemelni, ami két kora bronzkori kultúra, a Makó–Kosihy–Čaka-i és a nagyrévi anyag feldolgozását és értékelését tűzte ki célul. Szeriációs vizsgálatot alkalmazott a sírelemzés során, az edénytípusokat az edényrészek arányai alapján határozta meg. Mindebből levont következtetése, hogy a nagyrévi kultúra során négy periódust lehet elkülöníteni, melyeket Rákóczifalva-Csepel, Zsidóhalom, Kulcs-Szigetszentmiklós I és II néven különített el. A tanulmány kritikáját Keszi Tamás adta meg, mely szerint Vollmann elemzésében végig pontatlanság követhető nyomon, így az elemzés főbb megállapításai gyakorlatilag értékelhetetlenek.

## Település
A nagyrévi kultúra a kora bronzkor időszakának első tell alkotó kultúrája. A legkorábbi települési rétegeket a Duna-menti tellek legidősebb rétegeinél lehet megfigyelni, ilyenek pl. Dunaföldvár-Kálvária, Sióagárd-Gencs és Gerjen-Váradpuszta, ezek legkorábbi rétegeit Szabó Géza a proto-nagyrévi kultúra néven különítette el.
További jelentős Duna-menti, nagyrévi rétegekkel rendelkező tellek: Dunaföldvár, Bölcske, Baracs, Dunaújváros, Százhalombatta telepeinek alsó rétegeiben megfigyelhetőek. A Nováki Gyula által feltárt Bölcske-Vörösgyűrű kiemelkedően fontos, közel három méter vastag nagyrévi rétegsorával a kultúra teljes keresztmetszetét megadja, a proto-nagyrévi időszaktól a kulcsi fázisig. További jelentősége, hogy az itt feltárt teljes ház a nagyrévi kultúra első teljesen megismert építménye a Dunántúlon.
A Tisza-menti tell települések egyikén sem sikerült proto-nagyrévi réteget elkülöníteni és a legkorábbi, ökörhalmi fázis településrétegei is ritkák (pl. Tószeg-Laposhalom). A legtöbb Tisza-vidéki nagyrévi tell-település a kultúra klasszikus fázisában jött létre. A proto-nagyrévi horizont és az ökörhalmi fázis leleteit leginkább temetőkből és szórványleletekből ismerjük a térségből. További jelentős Tisza-térségi tellek pl. Nagyrév-Zsidóhalom, Tiszaug-Kéménytető, Szelevény-Menyasszonypart.
A telepjelenségek értékelését nagyban befolyásolták az ásatási módszertan változásai. A korai, ásónyomos módszerrel végzett kutatások, pl. Tószeg, Dunaújváros-Kosziderpadlás korai ásatásai során nem tudtak házmaradványokat megfigyelni. A feltárt gödrökből álló komplexumokat pedig primitív gödörlakásoknak értékelték.
Majd Márton Lajos 1906-27. tószegi ásatásainak dokumentációjának publikálásával (ezeket Banner János publikálta a Márton-féle tószegi ásatások megindulásának 50 éves jubileuma alkalmából) vált általánosan ismertté és alkalmazottá a szintkövető, kézi bontású módszer a tellek feltárásában, mellyel már pontos megfigyeléseket lehetett tenni. Márton már az 1909/11-es ásatása során döngölt-meszelt falu, tapasztott padlójú négyszögletes házak maradványait tudta feltárni. A különböző szinteken minden alkalommal más-más helyen építették újra a házakat. Hasonló jelenséget figyeltek meg Baracs-Földvár 1962-es feltárásánál is.
A tiszazugi terület kiemelkedő feltárása volt az 1980-as években Tiszaug-Kéménytető kutatása. A feltárók (Stanczik Ilona, Csányi Marietta) a nagyrévi kultúra négy települési szintjét figyelték meg, melyek közül az utolsó kiemelkedően fontos, melyen egy leégett ház maradványait tudták feltárni. A ház különlegessége, hogy falait a nagyrévi kerámiákon is felfedezhető motívumok díszítették.
A Duna-menti telleken a Vatya kultúra folytatja megtelepedéseit a nagyrévi horizont után, a Tisza-mentiek esetében pedig a hatvani kultúra rétegei következnek.
A tellek mellett horizontális telepek is köthetőek a kultúrához, ezekről kevesebb információval rendelkezünk. Ilyeneket főleg Budapest környékéről ismerünk, pl. Diósd, Budapest-Várhegy, Budafok, Budapest-Kamaraerdő leleteiből.

## Temetkezés
A nagyrévi kultúra temetkezései közül kevés a hitelesen feltárt síregyüttes és viszonylag kevés temetője ismert. Bóna István készített a témával kapcsolatos összefoglalást 1963-ban, valamint a temetkezés és kultusz témakörével átfogó szinten foglalkozik Csányi Marietta is.
Bóna Tószeg-Ökörhalom, Szolnok-Szanda, Szőreg és Kulcs hamvasztásos temetkezéseire támaszkodott összefoglalásában. Ezek alapján általánosságban azt állapította meg, hogy a nagyrévi kultúra korai (ökörhalmi) fázisában szórthamvas rítust alkalmaztak, míg később az urnás temetkezések váltak általánossá.
Az újabb kutatási eredmények árnyalták ezt a képet. Kiderült, hogy a korai temetkezések között zsugorított csontvázasak is előfordultak pl. Rákóczifalva. Ezen felül Tompa Ferenc is említést tett csontvázas temetkezésekről a nagyrév-zsidóhalmi tell körzetében, melyet az 1980-as ásatások beigazoltak. Hasonló csontvázas temetkezésekről számolt be Gazdapusztai Gyula Hódmezővásárhely-Kökénydomb, Szentes-Berek esetében is.
Mindezek alapján elmondható, hogy valóban a hamvasztás az uralkodó temetkezési rítus a nagyrévi kultúra időszakában, de a nagyrévi csontvázas temetkezések feltárásai bebizonyították, hogy nem mondható egyedül alkalmazott rítusnak a kultúrában.
A temetkezési rítus jellegzetessége, hogy szigorú szabályokhoz kötött. A kultúra korai és klasszikus fázisából főként szórthamvas sírokat ismerünk. A hamvak általánosan lekerekített, négyszögletes alakú, kelet-nyugati tájolású sírgödörbe kerültek, az edénymellékletek legtöbbször a sírgödör keleti felébe lettek helyezve, míg a hamvak az északkeleti sarokba. A késői (kulcsi) fázis jellegzetességei az urnás temetkezések, melyeket tállal fedtek le. A szórványosan előkerülő csontvázas síroknál is ugyanilyen szigorú tájolás figyelhető meg.
A temetkezési rítus hátterében egy olyan világkép állhatott, mely fontos eleme lehetett a szabályosság, szimmetria.
A temetők belső szerkezetéről elmondható, hogy általában kisebb sírcsoportokban figyelhetőek meg a temetkezések, van, hogy sírpárokat is el lehet ezeken belül különíteni (pl. Nagyrév-Zsidóhalom). Ez a kis sírcsoportos temetőláncolat a nagyrévi kultúra temetőinek jellegzetessége. Ilyennel találkozunk pl. Nagyrév-Zsidóhalom melletti temetkezéseknél, Tószeg-Ökörhalom és Szigetszentmiklós-Felső-Ürge-hegyi-dűlő esetében is. A sírcsoportok tagjai közt vérségi kötelék feltételezhető. Ezek a vérségi kapcsolatok meghatározó szerepet játszhattak a nagyrévi kultúra társadalmi felépítésében, ezt támasztják alá a temető-és a telepjelenségek is (pl. Tiszaug-Kéménytető két-három épületből álló házcsoportja).

## Fontos lelőhelyek (röviden)

### Tisza-vidék

#### Tószeg-Laposhalom,-Ökörhalom
A Közép-Tisza-vidéki tellek közül Tószeg-Laposhalom nem csak a nagyrévi kultúra szempontjából kiemelkedő lelőhely, de a magyarországi bronzkor tekintetében is kulcsfontosságú. A tell kutatása 1876-ban kezdődött meg, Rómer Flóris vezette az első feltárásokat. Ezt követte 1888-ban Pósta Béla ásatása. 1906-tól végez feltárásokat Márton Lajos a tószegi tellen. Az általa kidolgozott és 1911-től alkalmazott ásatási módszer fényében pedig az addiginál jóval pontosabb megfigyeléseket tudott tenni. 1928-ra már 18 települési szintet különítettek el. 1927-ben a Cambridge-i Egyetemi Múzeum ásatása, majd 1928 magyar-holland feltárás következett. 1948-ban Mozsolics Amália és Csalog József végeztek feltárásokat, ásónyomos módszert követve. 1973-4-ben Bóna István és Stanczik Ilona viszont már pontos megfigyeléseket tudtak tenni a rétegviszonyok tekintetében. Problémát jelent az ásatási adatok feldolgozottsága és publikálása, Bóna István 1980-ban adta ki az 1876-1976 közti kutatások eredményeinek rövid összefoglalását, de a monografikus feldolgozás még várat magára.
A tószegi stratigráfiai megfigyelések alapján 11 nagyrévi réteggel (XIII-XXIII) kezdődik meg a tell élete – kezdetben Tószeg A-ként különítették el a megfigyelt, nagyrévi kultúrához tartozó rétegeket. Ezeket pusztulási réteg után követi öt hatvani kultúrához tartozó réteg. A legkorábbi nagyrévi rétegek az ökörhalmi fázishoz köthetőek, a kora bronzkor 2b-hez.
A Laposhalomhoz közel hamar ismertté váltak Tószeg-Ökörhalom temetkezései, és felismerték ezek anyagának párhuzamosságát Laposhalom alsó rétegeivel. Ökörhalom ásatója Márton Lajos volt, de a lelőhely kezdetben kevesebb figyelmet kapott, Bóna István emeli ki és a korai nagyrévi időszakot erről nevezi el. Laposhalomról az ökörhalmi fázis leletei a XX-XXIII-es alsó rétegekből kerültek elő.

#### Nagyrév-Zsidóhalom
A kultúra névadó lelőhelye Nagyrév-Zsidóhalom. A Tisza és Körös által közrefogott területen, a Tiszazugban helyezkedik el, mely földrajzi adottságai miatt alapvetően alkalmas hosszú távú megtelepedések létrejöttére. Kiemelkedő lelőhely abból a szempontból, hogy ismert a tell-település és a hozzá tartozó temető is. A tell kutatását Tompa Ferenc végezte 1926-8 között, 1937-ben közölte a nagyrévi kultúraként elkülönített anyagot a tell leletanyaga alapján. A tellen Tompa csak a kora bronzkori nagyrévi rétegeket tudta megfigyelni, de valószínűsíthető, hogy Tószeghez, és a nagyrévi tellek többségéhez hasonlóan itt is folytatólagos volt a megtelepedés a középső bronzkor idejében is. Tompa kutatásai idejére valószínűleg ezeket a települési rétegeket már lehordták.
Már Tompa is említést tett a tell közelében található csontvázas temetkezésekről, melyek feltárására 1980-ban került sor. Négy egymástól távol eső sírcsoportot különítettek el, melyek 6-8-10 temetkezésből álltak. A temetőben 27 nagyrévi kultúrához sorolható sírt figyeltek meg három kisebb csoportban, melyek a településtől távolabb estek, valamint a hatvani kultúra temetkezéseit, melyek közelebb estek a tellhez. A sírcsoportok egy-egy család temetkezései lehettek, néhol sírpárok is kimutathatóak voltak, amik a családon belüli szorosabb kapcsolat jelei lehettek.
A nagyrévi sírok közül 19 szórt hamvasztásos, hat csontvázas, két urnás sírt figyeltek meg, a temető rítusa tehát változatos volt. A szórthamvasztásosak voltak a temető leggazdagabb sírjai – étel és edénymellékletekkel. A csontvázas sírok szegényesebb mellékleteket mutattak. A mellékletek között voltak geometrikus ábrázolásokkal díszített edények is.

#### Tiszaug-Kéménytető
A tiszazugi térség Nagyrév-Zsidóhalom mellett másik jelentős tell települése Tiszaug-Kéménytető. 1876-ban végezték első kutatását, majd 1924-ben Szabó Kálmán ásatása következett. Az 1950-es években Kalicz Nándor foglalta össze Tiszazug őskori településeiről addig ismerteket. Ezt követően 1980-ban végeztek terepbejárást a helyszínen, majd 1980-83 közt zajlott a tell feltárása. A tell rétegsora a kora bronzkor időszakában a nagyrévi kultúra megtelepedéseivel kezdődött, melynek négy rétegét tudták elkülöníteni. Ezt 50 cm-es agyagfeltöltés után követte a hatvani kultúra településrétege.
A négy nagyrévi réteg településeinek szerkezetét tekintve elmondható, hogy az egyes időszakokban alapvetően nem változott a település képe, a házak iránya, elrendezése. Az egyes épületek szerkezete azonban más volt, felépítésük, falszerkezetük eltérő volt. Változatos háztípusokat építettek. A legfelső nagyrévi települési szinten egy olyan leégett lakóház maradványait tudták feltárni az ásatók, melynek tapasztott falát plasztikus motívumokkal díszítették. Mivel a ház tűzvész áldozata lett – esetleg rituális tűz -, így teljes berendezése is megfigyelhető volt. A ház terét két helységre osztotta egy fal, amely különböző funkciójú tereket választott el. Sikerült megfigyelni a konyhát kemencével és egyéb kerámialeletekkel, melyek a telepen folyó kerámiaművesség produktumai lehettek.
A házat különleges külső díszítése mellett a telepen való elhelyezkedése is kiemelte. Egyedül állt egy nagyobb tér közepén, a közösségben kiemelkedő szerepet játszó egyén tulajdona lehetett.

### Duna-vidék

#### Dunaföldvár-Kálvária
A Dunaföldvár-Kálvária területén található tell-település a Duna-menti tellek közül kiemelkedő fontosságú, legkorábbi leletanyaga a nagyrévi kultúra kialakulását szervesen megelőző proto-nagyrévi horizontba tartozik.
Első feltárását 1886-ban Szelle Zsigmond végezte. Ezt követően az 1986-90-es Szabó Géza által vezetett ásatások vezettek kiemelkedő fontosságú eredményekre. A területen az őskori telepek mellett (rézkori, kora és középső bronzkori telepjelenségek is utalnak ezekre), római és középkori leletek is előkerültek. A Kálváriától délre pedig az Öreg-hegyen a telephez tartozó temetőt is lokalizálták, de lepusztult állapota miatt közelebbi megfigyelésekre nem adott lehetőséget.
A telep első kora bronzkori megtelepedését Szabó Géza a kora bronzkor 1b fázisra helyezte – ezt ma már inkább a kora bronzkor 2a-ra helyezzük –, és ezt az anyagot proto-nagyrévi horizontnak nevezte el. Szerinte ez a népesség a Somogyvári csoporttal egy időben, vagy nem sokkal ezeket követően jelent meg a kora bronzkor időszakában a Duna-mentén, a somogyvári és makói területek közt. Értékelése szerint ez a proto-nagyrévi népesség képezte alapját a Duna-mentén, Duna-Tisza-közén és Közép-Tisza-vidéken is megjelenő nagyrévi kultúrának, és rendelkeztek elsőként azzal a gazdálkodásbeli, életmódbeli tudással, mely a telep létesüléséhez vezetett.

#### Szigetszentmiklós-Felsőtag
A Szigetszentmiklós határában feltárt temetőrészlet sírjai a nagyrévi kultúra késői fázisára és az ez után következő Vatya-kultúra időszakára tehetőek. A temető fő jellegzetességei, hogy a sírok csoportokat alkotnak, a temetkezések rítusuk szerint urnásak. Az urnák tetejére tálborítást helyeztek. Sírokhoz legtöbb esetben ivóedény tartozott, a nagyrévi időszakban a kultúra jellegzetes korsó formája (a Vatya sírokban pedig kis bögre volt).
A nagyrévi kultúrának 63 urnás sírját sikerült megfigyelni a lelőhelyen, melyek szabályos sorokba rendeződnek, amely utalhat az eltemetettek kapcsolati viszonyaira. Négy ilyen sort különítettek el a feltárt területen. A későbbiekben ugyanerre a területre temetkeztek a Vatya időszakban, de ezek nem bolygatták meg a korábbi nagyrévi temetkezéseket – ismerhették a hely szakralitását, és esetleg a régebbi sírok helyét is feltételezett sírjelek által.
A két kultúra temetkezései egységességet mutatnak mellékletadásban, rítusban. Így valószínűsíthető, hogy a két időszak közt nem kell etnikus váltást feltételezni.

#### Kulcs
A kulcsi temető feldolgozását és leletanyaga alapján a kulcsi fázis elkülönítését Bóna István végezte. A kulcsi fázist a nagyrévi kultúra legfiatalabb, végső fázisaként tartjuk számon. A névadó lelőhelye Kulcs-Császár-farm, feltárása 1953-4-ben zajlott, mely során 108 urnás temetkezését tárták fel. Itt is jellegzetesen, egymástól 10–25 km távolságban figyelték meg a sírcsoportokat. Összesen 11 ilyen csoportot különítettek el, melyből kettő csoport tartozott a nagyrévi kultúrához, egy a kisapostagihoz, további egy a Kisapostag-Vatya átmenethez köthető, hetet pedig a korai Vatya anyag jellemzett.
A nagyrévi temetkezések két csoportja közt 20 km távolság volt. A csoporton belül az urnák sorokban kialakított gödrökben helyezkedtek el. Az urnák mindegyike tállal lett letakarva. A csoportokban való elhelyezkedés klán vagy családi kötelékek alapján történhetett. A leggazdagabb melléklettel a 37. számú sír lett ellátva, ez feltételezhetően a klán vezetőjének sírja lehetett.